# 特雷蒙 (曼恩-卢瓦尔省)
特雷蒙（法語：Trémont，法語發音：[tʁemɔ̃] ⓘ）是法国曼恩-卢瓦尔省的一个旧市镇，属于索米尔区。2016年1月1日，特雷蒙和相邻的6个市镇合并为新市镇利斯-上莱永（Lys-Haut-Layon）。

## 地理
特雷蒙（47°9'29"N, 0°26'48"W）面积8.1 平方千米，位于法国卢瓦尔河地区大区曼恩-卢瓦尔省，该省份为法国西部内陆省份，大致对应安茹地区，北起顺时针与马耶讷省、萨尔特省、安德尔-卢瓦尔省、维埃纳省、德塞夫勒省、旺代省、大西洋卢瓦尔省和伊勒-维莱讷省接壤。
与特雷蒙接壤的市镇（或旧市镇、城区）包括：塞尔尼松、拉福斯德蒂涅、莱永河畔尼埃伊、唐夸涅、利斯-上莱永、维耶。
特雷蒙的时区为UTC+01:00、UTC+02:00（夏令时）。

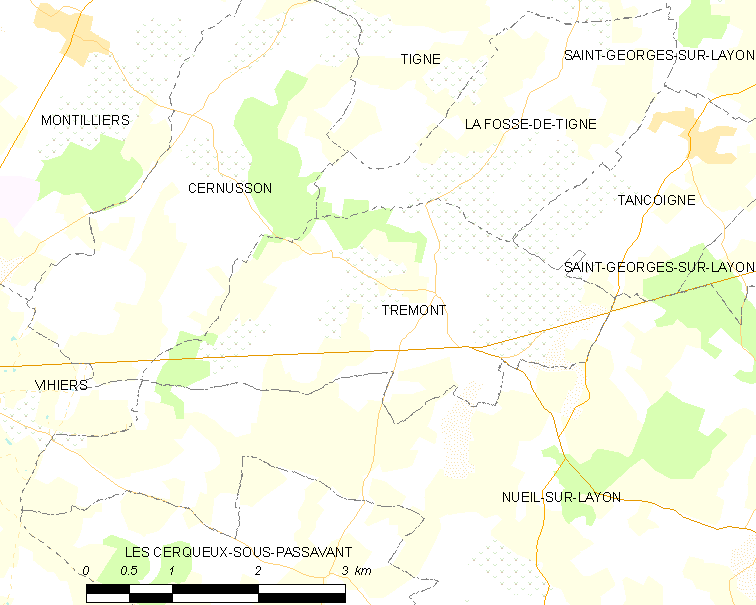
特雷蒙的OSM定位图

## 行政
特雷蒙的邮政编码为49310，INSEE市镇编码为49356。

## 政治
特雷蒙所属的省级选区为绍莱第二县。

## 人口

1962-2008年间特雷蒙人口变化图示

特雷蒙于2018年1月1日时的人口数量为359人。